# Euphorbia laciniata
Euphorbia laciniata är en törelväxtart som beskrevs av Gopinath Panigrahi. Euphorbia laciniata ingår i släktet törlar, och familjen törelväxter. Inga underarter finns listade i Catalogue of Life.